# إسحاق شامي
إصحاق سروي شامي (بالعبرية: יצחק שמי‏) (1888 - 1949م)، هو قاص عربي يهودي فلسطيني. ولد في 4 أغسطس سنة 1888م في مدينة الخليل، وتوفي في آذار/مارس سنة 1949م في مدينة حيفا. كان أبوه إلياهو قد غادر دمشق، مسقط رأسه، قادما إلى الخليل سنة 1885 للتجارة بالحرير. يعتبر إسحاق شامي من أوائل كُتاب اللغة العبرية المعاصرة في البلاد. كان ثنائي اللغة منذ صغره، تحدث العربية باللهجة الفلسطينية مع والده ولغة اللادينو، الإسبانية اليهودية، مع أمه الخليلية. كان إسحاق شامي على اطلاع واسع على الثقافتين العربية والعبرية اللتين درسهما في المدرسة اليهودية الدينية المحلية. غادر شامي مدينة الخليل وهو في الثامنة عشرة من عمره وانتقل مع صديقه دافيد أفيتصور إلى مدينة القدس سنة 1906 للالتحاق بدار المعلمين «عزرا» الألمانية وفيها أنهى دراسته الثانوية. بعد قدومه إلى القدس غيّر زيه الشرقي واختار اللباس الغربي وتعرض لموجة التأثير الصهيوني من قبل إسحاق بن تصفي (1884-1963) والكاتب شموئيل يوسف عجنون (1887-1970) وكان دافيد بن غوريون (1886-1973) قد علم باطلاعه الواسع على الثقافة العربية فطلب إليه عام 1927 تجنيد عمال عرب للانضمام إلى «الهستدروت»، وفي القدس تسنى لشامي التعرف على كتاب مثل يهودا بورلا المقدسي (1886-1970) الذي أتقن العبرية والعربية مثله. وهذان الكاتبان عرفا اللادينو من البيت، وربما لغة القادمين الجدد أيضا (الإيديش)، واللغة التركية لم تكن غريبة بالنسبة لهما إذ أنها كانت لغة البلاد الرسمية. أما الألمانية فكانت لغة التدريس في «عزرا». في عام 1928 انتقل شامي مع زوجته الثانية سارة ابنه قاليش إلى مدينة طبريا، وبعد ذلك بثلاث سنوات انتقل مع أسرته إلى حيفا، وكانت مهنته تعليم اللغة العبرية في أماكن عدة في البلاد وخارجها، في دمشق وبلغاريا (قضى في بلغاريا 8 سنوات وكانت، كما صرح، الأفضل في حياته). عمل سكرتيرا للطائفة اليهودية في الخليل، ثم موظفا في محكمة. أراد دراسة المحاماة مع بن غوريون وبن تصفي في تركيا إلا أن أوضاعه المادية لم تسمح له بذلك.

## كتاباته ومؤلفاته
نتاج شامي ضئيل، ربما بسبب صحته الواهية والتخطبات في هويته ومكانته في المجتمع. كتب رواية بعنوان «نقمة الأنبياء- قصة عن حياة العرب» (إبراهيم وإصحاق ويعقوب) سنة 1928، وصدرت عن دار النشر «متسبيه» في القدس وقام بتحريرها الكاتب آشير براش. وقد صدرت الطبعة الثانية سنة 1975 عن دار النشر «يحداف» في تل أبيب، بعد أن قام بتحريرها الكاتب غرشون شاكيد الذي نقحها وكتب مقدمتها. أما الطبعة الثالثة فقد صدرت ضمن كتاب «طاحونة الحياة» سنة 2015 عن دار النشر «دفير». ترجمت الرواية إلى الإنجليزية تحت عنوان Hebron Stories سنة 2000 وإلى الفرنسية تحت عنوان Nouvelles d'Hebron سنة 2006. كما صدرت له ست قصص قصيرة تدور أحداث ثلاث منها حول حياة العرب في البلاد وهي: «العاقر» (نُشرت في «هعومر» سنة 1907) و«فدية نفس» (نُشرت في «هعومر» سنة 1907) و«الهروب» (نُشرت في «هعفري هحداش» سنة 1912) و«بين رمال القفر» (نُشرت في «موليدت» سنة 1913) و«أب وبناته» (نُشرت في «هتكوفاه» سنة 1923) و«جمعة الأهبل» (نُشرت في موزنايم سنة 1937). وقد صدرت هذه القصص الست في طبعات مختلفة: 1951، 1971، 1983.
رواية «نقمة الأنبياء» هي الوحيدة في الأدب العبري الحديث التي يدور كل ما فيها من شخصيات ومناظر وخلفيات في فلسطين. بطل الرواية هو نمر أبو الشوارب الذي يترأس وفد مدينته نابلس في احتفالات النبي موسى «الموسم»، وتندلع المعركة مع أهالي الخليل فيقوم نمر أبو الشوارب بقتل زعيم جماعة الخليل ثم يهرب إلى القاهرة ريثما يتم الصلح. وأخيرا يقرر العودة إلى الخليل للحج والاستغفار من الأنبياء الثلاثة وهناك يموت.